# Metopoides bellansantiniae
Metopoides bellansantiniae is een vlokreeftensoort uit de familie van de Stenothoidae. De wetenschappelijke naam van de soort is voor het eerst geldig gepubliceerd in 1988 door Bushueva.